# Augustine-Malvina Blanchecotte
Augustine Malvina Blanchecotte (Parigi, 1830 – 1897) è stata una poetessa e scrittrice francese.

## Biografia
Nata da famiglia operaia, fatto che rivendicherà nella sua prima raccolta, Rêves et réalités, Poésies, Par Mme B, ouvrière et poète, sposa nel 1850 il libraio Blanchecotte, da cui avrà un figlio. Lamartine e Béranger sono i suoi modelli di poesia. Nel 1856 la seconda edizione dei Rêves et réalités riceve apprezzamenti da Lamartine. Collabora a La Revue de France e visse di ripetizioni, poiché il marito finì in carcere e lei dovette allevare da sola il figlio. La povertà la rese stoica così che Théodore de Banville ne parlò come "immagine della Volontà unita alla rassegnazione". Nel 1872 fu avversaria della Comune. Morì nel 1897

## Opere
- Rêves et réalités. Paris 1856. Prix Maillé-Latour-Landry della Académie française[2]
- Impressions d'une femme. Pensées, sentiments et portraits. Paris 1867
- Tablettes d'une femme pendant la Comune. Édition du Lérot, Tusson 1996 (Repr. d. Ausg. Paris 1872)  su Gallica
- Les Militantes. Poèmes. Paris 1876
  - Un poème